# Rastro (Madrid)

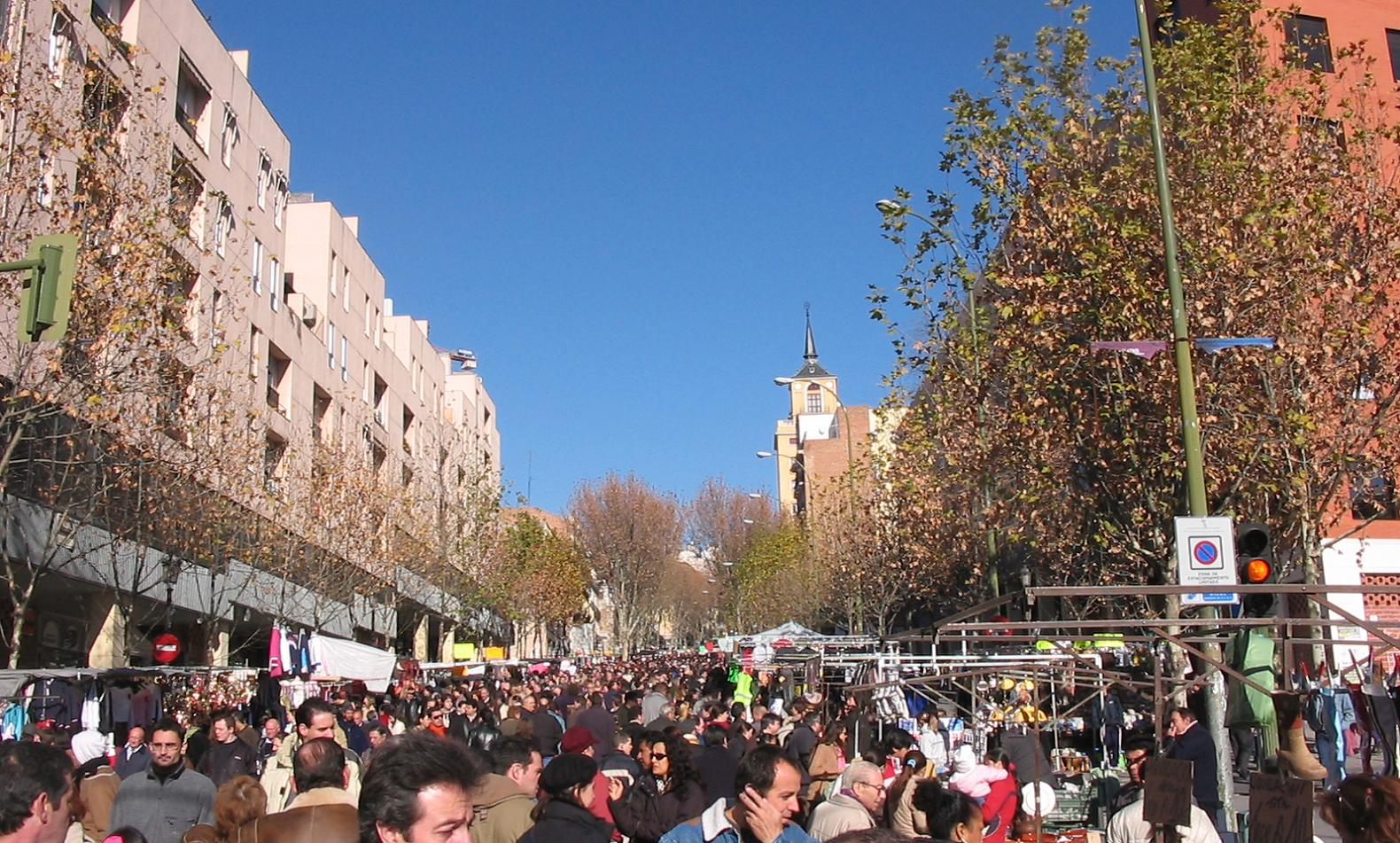
A, a rua principal do Rastro madrileno

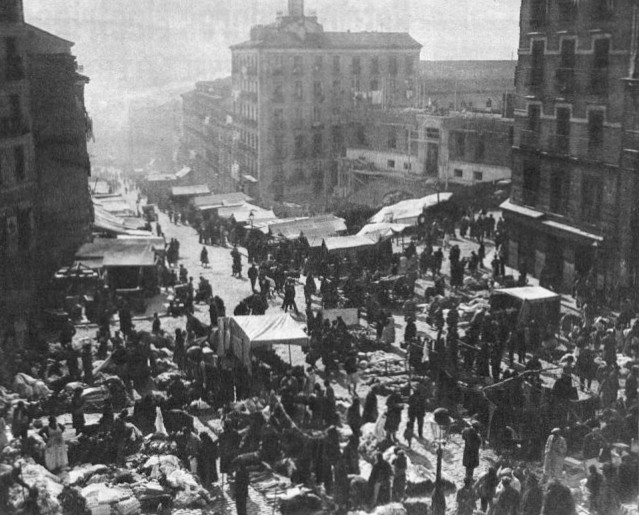
O Rastro em 1935

O Rastro é um mercado ou feira que se realiza todas as manhãs de domingo e feriados no bairro de Embajadores, no centro histórico de Madrid, a capital de Espanha. A primeira menção histórica do mercado é de 1740, e originalmente era realizado em volta do Matadero de la Villa (matadouro), ocupando as calçadas da encosta do Ribera de Curtidores, como uma feira semiclandestina de venda de artigos em segunda mão (baratillos).
Com o passar dos anos, a existência e atividade comercial do Rastro passaram a ser regulamentadas. A sua fama internacional — que o faz ser mencionado nos guias de viagens sobre Madrid como uma atração singular — relaciona-o com outras feiras famosas existentes em diversas cidades da Europa, como o Els Encants Vells de Barcelona, o Waterlooplein de Amesterdão, o mercado de Portobello Road de Londres ou o mercado de Porta Portese de Roma.

## História
A criação do mercado é praticamente da altura da criação da corporação dos dos  Cinco Gremios Mayores em Madrid, e foi crescendo ao longo dos séculos, até cerca de 3 500 lugares — o máximo permitido pelas últimas leis municipais — que tinha no início do século XXI. O Rastro madrileno está documentado desde 1740 como um local de encontro para vender, trocar e negociar roupa em segunda mão, alternativo ao negócio da venda ambulante. Formava-se em redor do antigo matadouro, o que está na origem do seu nome. No século XVI, "rastro" era sinónimo de local onde se abate ou se esfola gado.

### Antecedentes
Quando Filipe II estabeleceu a sua corte em 1561, a vila de Madrid tinha menos de cem mil habitantes. Desde finais desse século, as principais ruas e praças de Madrid foram invadidas por baratillos (mercados públicos) onde os ropavejeros vendiam roupa usada, sendo os locais favoritos a Plaza Mayor e Porta do Sol. A proliferação era tal, que em de março de 1599 se proibiu a realização juntas y baratillos e a «venda de coisa sua nem alheia, grande nem pequena, de dia ou de noite", em nenhuma praça ou rua de toda esta Corte». A proibição fez com que esses mercados se deslocassem para fora da área metropolitana. A perseguição das autoridades aos baratillos, buhoneros e mulheres que faziam venda ambulante (barateras) prolongou-se até meados ou finais do século XVIII. Em 1624 e 1624 está documentada a prisão dos barateros da História da Porta do Sol, ordenada pela Sala de Alcaldes de la Villa. Não obstante, na Plaza de Herradores era permitida a atividade de almonedas especializadas na venda de "coisas velhas".

### Origens do local e do nome

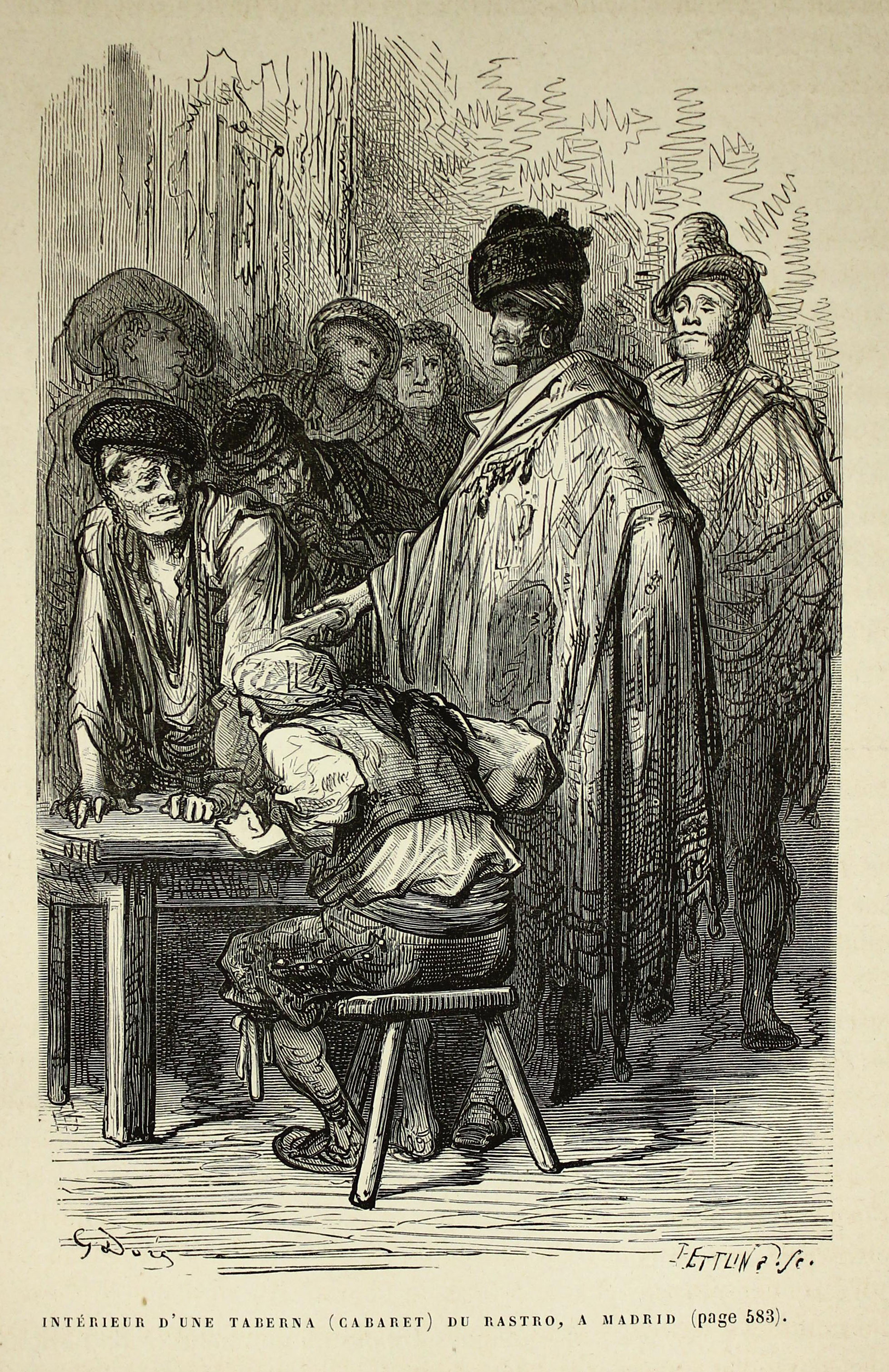
Intérieur dùne taberna (cabaret) du Rastro, a Madrid; ilustração da autoria de Gustave Doré no livro “L'Espagne”, publicado em 1874

As proibições acima mencionadas e outras ordenanças da polícia municipal (Ordenanzas de Policía de la Villa) foram aliviadas com o passar do tempo. Em 1787, Madrid tinha cerca de 164 000 habitantes e o bairro mais populoso e com mais indústria era o de Lavapiés. Conhece-se o local onde se realizava o Rastro no século XVII pela descrição do Plano de Teixeira, publicado em 1656, e sabe-se que era uma zona de matadouros e que na sua vizinhança eram realizadas atividades relacionadas com o curtume das peles dos animais abatidos. Essas atividades refletiram-se na toponímia urbana da área, ainda hoje usada, como as ruas do Carneiro, dos Cabresteiros, Ribera de Curtidores, antigamente chamada calle de Tenerías (Rua dos Curtumes).
O nome "rastro" tem origem no facto do arrastamento das reses, já mortas mas ainda não desmanchadas, desde o matadouro, situado perto ao rio Manzanares, até às oficinas de curtumes, era deixado um rastro de sangue, cujo efeito visual era aumentado pelo desnível da rua da Ribera de Curtidores.
A proliferação das pequenas indústrias de curtumes atraiu outras oficinas artesanais de sapateiros, tecelões, alfaiates, etc. Além do matadouro, na área havia duas fábricas, uma de salitre e outra de tabaco. A aglomeração de pessoas atraiu a venda ambulantes nesses bairros meridionais. A praça denominada do Rastro já aparece com esse nome no mapa de Tomás López de 1757. Em 1761 é mencionada em vários documentos como "Matadouro de Carneiros do Rastro". Há sainetes de 1760 que indicam a existência de pequenos mercados nas vizinhanças da Praça do Rastro. A peça El Rastro por la Mañana, de Ramón de la Cruz (1731–1794) descreve um conjunto de lugares de venda ambulante com caixas de maderia, nos quais se vendiam produtos alimentares, como callos (tripas), salsichas e outros produtos relacionados com vísceras, entre os habituais pontos de ropavejeros (vendedores de roupa usada) e vendedores de botões. Em 1811, o ayuntamiento decidiu oferecer licenças aos vendedores do Rastro, com o objetivo de controlar o número de pontos de venda. Essa situação permitiu que alguns vendedores começassem a arrendar os seus pontos a outros. Em 1875 foi inaugurado o Mercado da Cebada na periferia do Rastro, que na altura foi o maior mercado coberto de Madrid e ainda hoje é um dos maiores.
As referências históricas continuam ao longo do século XIX, como na obra de Pascual Madoz (1830), de Fernández de los Ríos (que em 1876 descreveu o Rastro como "mercado de objetos velhos") e nos escritos costumbristas de Mesonero Romanos. No seu primeiro manual sobre Madrid, publicada em 1831, Mesonero não refere o mercado, mas apenas o matadouro. Numa obra posterior menciona o mercado de las caballerías, realizado na Praça do Rastro todas as quintas feiras. Na 3.ª edição do seu manual, de 1840, situa esse mercado na rua de Valência. Para este escritor, o Rastro era uma solução para o escasso abastecimento de roupas de Madrid.
O último capítulo do seu passado truculento, a tradicional matança do porco nos meses de inverno, continuou a realizar-se no Rastro até ao início do século XX, quando em 1928 foi inaugurado o novo matadouro no Paseo de la Chopera, junto ao rio Manzanares. Apesar da expansão ocorrida ao longo do século XX das lojas e dos grandes armazéns, o Rastro continuou a crescer e a vender novas mercadorias e atrações, como músicos de rua, realejeiros, pianistas ambulantes, marionetistas e prestidigitadores.

### As "Américas" do Rastro e os bazares

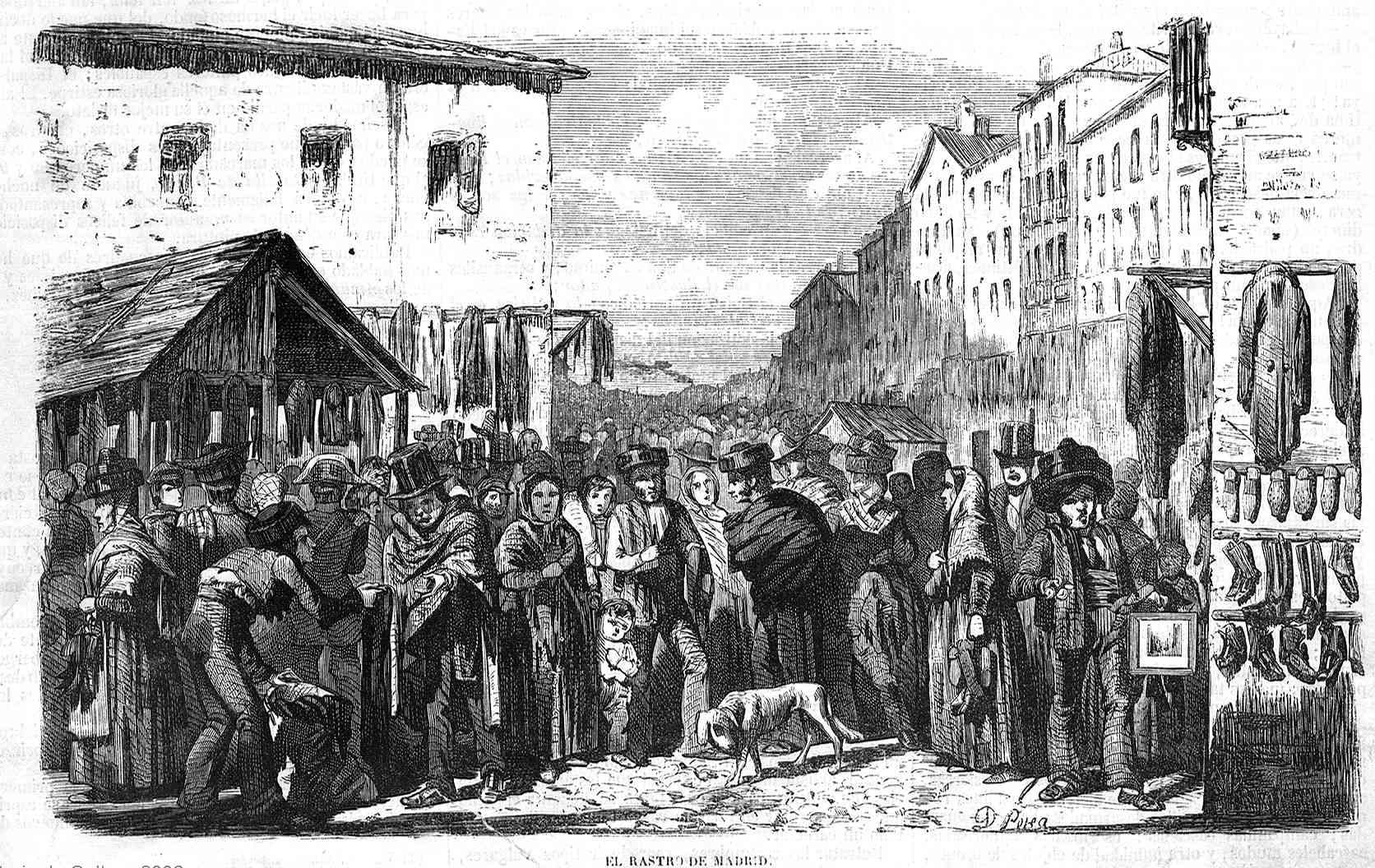
Ilustração do Rastro da autoria de Daniel Perea no número de 15 de janeiro de 1859 da revista '

No final do século XIX alguns ditos "grémios" começaram a agrupar-se em bazares. Um dos primeiros estalecer-se foi o "Bazar do Médido", também conhecido "Bazar das Primitivas Américas", no qual se instalam barracões especializados na venda de sucata, como portas, janelas, material de cozinha, etc. Este bazar dispunha de dois accessos, um na Ronda de Toledo e outro na Ribera de Curtidores, tinha horário de funcionamento e tinha um guarda quando estava encerrado ao público. A renovação das antigas máquinaria a vapor, a posterior construção da Gran Vía e a remodelação dos cemitérios de Madrid forneceram mercadorias antigas e sucata a este bazar naquela que foi a sua época dourada.
No outro lado da Ribera de Curtidores, funcionou o "Bazar de la Casiana", que ocupava um armazém municipal e aparentemente era mais antigo que o do Médico. Situado entre as ruas de Mira el Sol e Peña de Francia, o Bazar de la Casiana era um edifício quadrado, em forma de pequena praça, numa zona que fez parte do antigo Casino da Rainha. Em 7 de agosto de 1943, devido a um foguete das festas de São Caetano, ocorreu um incêndio que destruiu o bazar. Na década de 1960 foi construído um bloco habitacional no seu lugar.
O terceiro, chamado "Las Grandiosas", "Bazar das Novas Américas" ou "Bazar Federal", situava-se do outro lado da Ronda de Toledo, na mesma altura do Bazar das Primitivas Américas, e estendia-se em direção ao Paseo de las Acacias até às instalações da Fábrica de Gás de Madrid. Foi construído cerca de 1889 e começou a ser abandonado na década de 1970. Nele eram vendidos os mesmos utensílios e ferro-velho que em "La Casiana" e "Las Primitivas Américas", embora pouco a pouco se tenha especializado em peças de automóveis e motores.

### Século XX

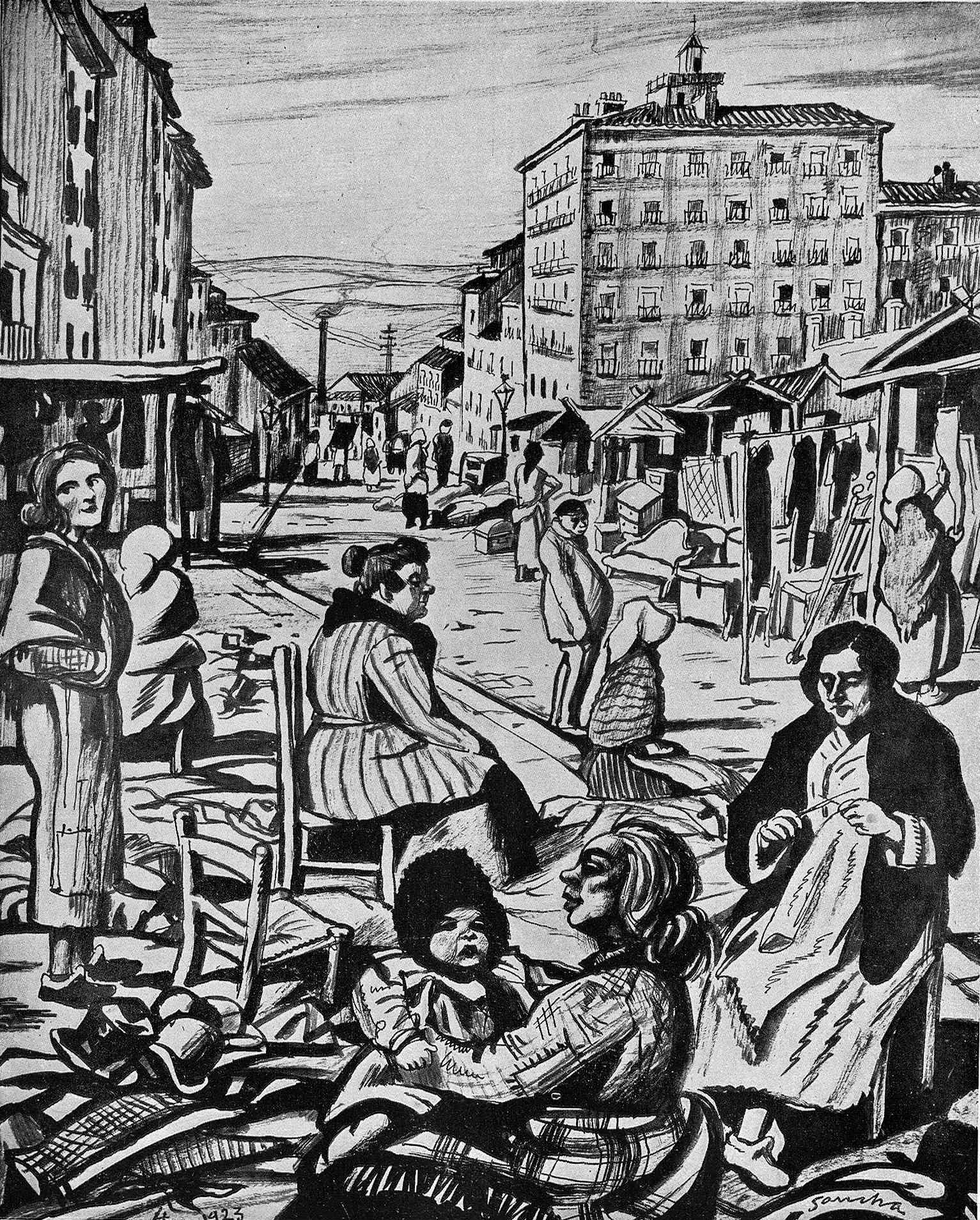
Ilustração de Francisco Sancha no número de 24 de fevereiro de 1923 da revista '

Nas três primeiras décadas do século XX, o Rastro estendeu-se por diversas ruas adjacentes e atraiu a atenção de intelectuais, artistas e escritores. A Lei do Descanso Dominical de 1905 reconheceu-o, pela primeira vez, como um mercado madrileno onde vender-se "de forma ambulante" no último dia de cada semana. Nesse mesmo ano foi demolido o chamado "Tampão do Rastro", facilitando a expansão da área do mercado. O escritor valenciano Blasco Ibáñez, então deputado em Madrid, descreveu o Rastro daqueles dias em “La Horda” (1905), em cujas páginas aparecem as corralas da Ribera de Curtidores, o Bazar das Américas, o Bazar da Casiana, o "Federal", etc. Tanto Blasco Ibánez como depois o escritor vanguardista Ramón Gómez de la Serna insistem na abundância de sapateiros. Este último dedicou ao mercado uma obra monográfica, “El Rastro”, escrita entre 1912 e 1914, onde descreve cenas inovadoras como as rifas de perus.
Em 1902, o soldado Eloy Gonzalo foi declarado herói do cerco de Cascorro, na Guerra de Independência Cubana e monarquia de Afonso XIII erigiu uma estátua em sua honra na Praça do Rastro, que a partir daí passou a ser conhecida popularmente como Praça de Cascorro, um nome que se tornou oficial em 1941. Em 1928, os matadouros da zona foram transladados para o novo Matadouro Municipal de Madrid, situado no bairro de Legazpi. O que foi ganho em salubridade foi perdido em tradicionalismo.
O mercado de roupas em segunda mão, sapatos, móveis, ferragens ou miudezas como botões, expandiu-se, no início do século XX, com produtos de sucata de automóveis, ferramentas diversas e até pornografia em alguns alfarrabistas. A construção da Gran Vía levou ao aparecimento de grandes armazéns como o Madrid-Paris ou a Casa Matesanz, que afectaram o comércio de Madrid e o próprio Rastro. A chegada da Segunda República (1931) fez com que fossem reivindicados direitos sobre a venda ambulante em Madrid, tendo sido criada a Sociedade dos Vendedores da Via Pública e a Sociedade dos Vendedores em Geral, esta última estabelecida na sede do Círculo Socialista do Sul. Esta situação criou um ambiente favorável para a erradicação do Rastro, apoiada por vendedores estáveis e residentes da área.
Durante a Guerra Civil Espanhola, apesar do Rastro distar menos de um quilómetro da frente de Madrid, as atividades do mercado não pararam completamente e durante o período da ditadura franquista que se seguiu o mercado continuou a funcionar. Na década de 1970, as suas atividades aumentaram e foram estimuladas. Em 1998, a Câmara Municipal de Madrid começou a reduzir e a controlar a sua expansão nas ruas adjacentes. Alguns anos antes, as bancas fixas que funcionavam durante toda a semana tinham sido eliminadas.
A abertura das Galerias Piquer na década de 1950 favoreceu o aparecimento de outras lojas de antiguidades. O mercado do Rastro foi institucionalizado e popularizado. Este sucesso levou à inauguração das Novas Galerias em 1952 no número 13 da Ribera de Curtidores. Em 1964, foram abertas as Galerias Ribera, no número 15. Estas galerias tornaram-se muito populares nos guias turísticos da década de 1970.

### Na atualidade

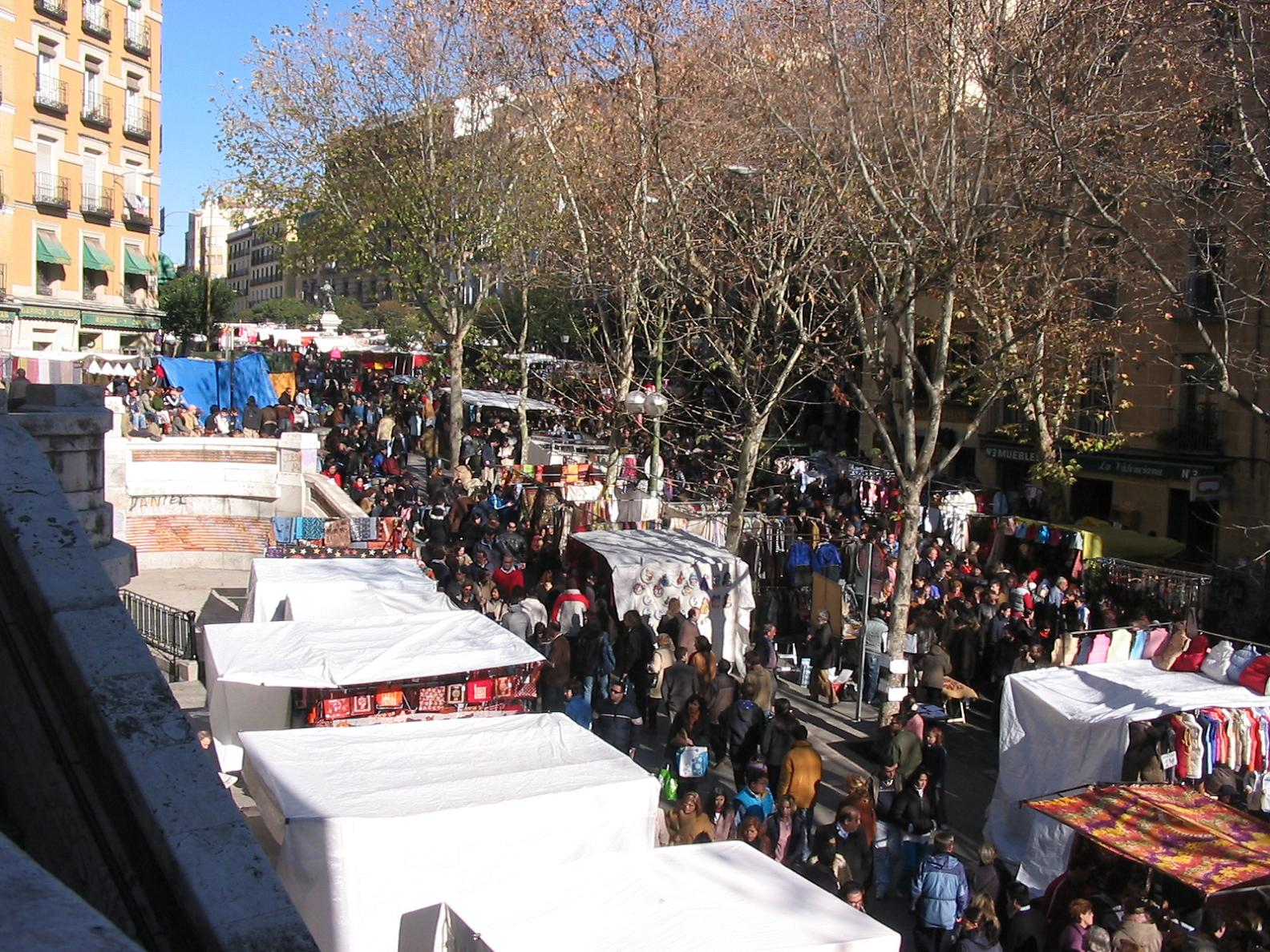
O mercado no cimo da Rua Ribera de Curtidores, com a Praça de Cascorro ao fundo (2005)

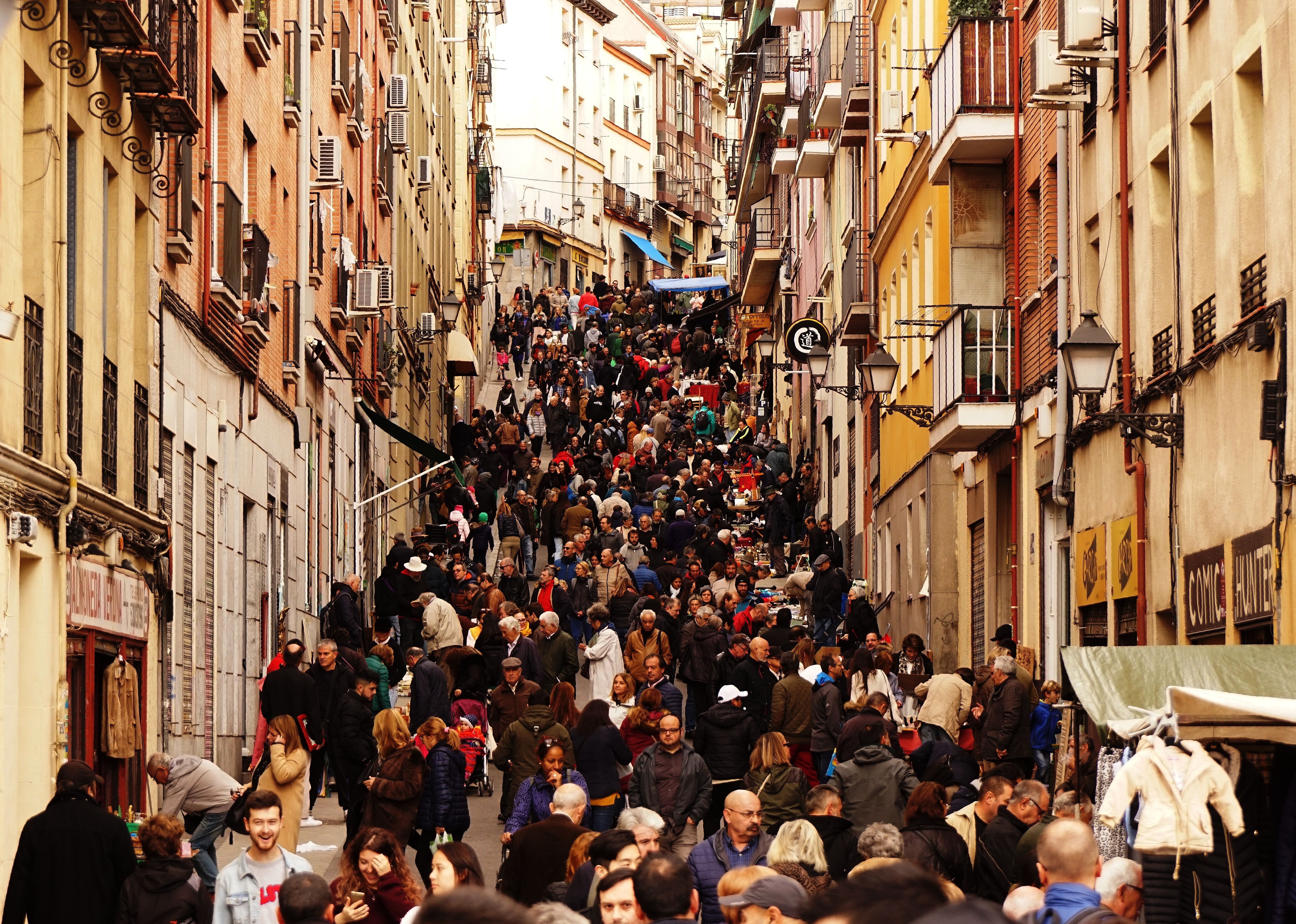
O mercado na Rua de Mira el Río em 2018

O Rastro do século XXI tem um regulamento municipal estabelecido em 2000. Este regulamento permite à Câmara Municipal de Madrid controlar o número de bancas e o tamanho destas, o que pode ser vendido e as ruas onde pode ser realizado. É proibida a venda de animais vivos e alimentos em barracas de rua. Quando o regulamento foi publicado, o Rastro tinha mais de 3 500 bancas.

## Características do mercado
De acordo com a regulamentação municipal de Madrid que regula a atividade das bancas amovíveis localizadas na via pública, o Rastro realiza-se todos os domingos e feriados do ano entre as 9 e as 15 horas (16 horas no inverno) no bairro de Embajadores, do distrito do Centro. As barracas de venda — 3 500 no máximo — estendem-se em redor da Praça de Cascorro (no extremo norte), ao longo da rua Ribera de Curtidores e ruas adjacentes a leste, e na Ronda de Toledo e na Praça del Campillo del Mundo Nuevo (a sul).

### Atividade comercial
Tradicionalmente, a actividade comercial centra-se em artigos que não são vendidos em mercados e estabelecimentos clássicos, como mercadorias antigas e estranhas, raridades e objetos diversos. Desde finais do século XX que está proibida a venda de produtos alimentares destinados destinados a consumo humano, bem como outros produtos que, pelas suas características especiais, na opinião das autoridades competentes representem um risco para a saúde. Também não é permitida a venda de animais, exceto nos estabelecimentos declarados centros zoológicos, de acordo com a legislação de proteção animal da Comunidade de Madrid. As bancas e barracas deverão ser removíveis (estrutura tubular removível) e proprietário ou responsável deverá ser uma pessoa física ou jurídica que não pode ter mais do que um lugar de venda. Cada lugar deve estar localizada nas áreas pintadas e numeradas na calçada. O domingo é o dia de maior afluência de pessoas na área, onde se pode encontrar todo o tipo de coisas e até consegui-las ao preço que os locais chamam chollo ("pechincha").
Na chamada idade de ouro do software espanhol (c. 1983–1992), alguns videojogo começaram a ser distribuídos no Rastro, como é o caso do MapGame, produzido em 1985 pelos programadores que mais tarde fundaram a Topo Soft. O Rastro foi também um ponto importante da pirataria informática daquela época.

### Ruas
Há ruas e praças que, por tradição ou pela concentração de bancas especializadas, apostam na oferta de um determinado tipo de produto:
- A Rua Fray Ceferino González é conhecida como Rua dos Pássaros devido à antiga venda ambulante de animais de estimação e pássaros ou itens para seu cuidado. Era nesta rua que se concentrava a venda de animais, mas desde a regulamentação municipal de 2000 que os animais só podem ser vendidos nas lojas da rua.
- A Rua San Cayetano, também conhecida como Rua dos Pintores pelos seus estabelecimentos não ambulante de venda de pinturas a óleo e ilustrações ou artigos de desenho e de pintura.
- Rua de Rodas e as praças General Vara del Rey e Campillo del Mundo Nuevo: são especializadas na compra e venda de revistas, cromos, gravuras e jogos de cartas colecionáveis, onde é comum ver crianças trocando-os. Na Praça del General Vara del Rey também há um grande número de barracas de roupas de segunda mão.
- As ruas del Carnero e Carlos Arniches é onde os buquinistas (alfarrabistas) vendem livros antigos, usados ou de coleção. No amplo Campillo del Mundo Nuevo também são instaladas barracas temporárias de livros novos, usados ou para colecionadores.
- A Praça de Cascorro é especializada na venda de roupas e acessórios underground.
- Ao longo da Ronda de Toledo, desde meados do século XX que se vende música e materiais diversos.

### Ambiente
Para o escritor alemão Hans Magnus Enzensberger, o Rastro era a última fronteira entre a Europa e a África, constatando a grande diversidade de pessoas de diferentes países e etnias, que afluíam em busca de curiosidades e pechinchas. No passado era comum regatear, mas aos poucos esse hábito tem diminuído. Originalmente, a designação de regatón (ou regatero) era aplicada aos vendedores, principalmente de bens alimentares, que compravam por atacado e vendiam a retalho. Antigamente tudo podia ser regateado menos a comidam que era taxada pelas autoridades. Em muitos casos, os visitantes simplesmente passeiam pelas ruas observando o ambiente.
Em muitas das tascas das ruas vizinhas é possível provar algumas das especialidades da gastronomia madrilena, que são servidas em forma de tapas, acompanhadas na maioria dos casos por um chato (copo) copo de vinho ou uma caña (cerveja). É comum ver lojas que servem diversos bocadillos (sanduíches) baratos, como de calamares, chouriço, tortilha espanhola, queijo, etc., além de ários tipos de tostas. As tapas mais comuns podem consistir em picles tradicionais, como beringelas de Almagro, pepinos e banderillas. Alguns dos pratos servidos em pequenas porções são muito apreciados, como os caracóis à madrilena, os pés de porco, callos (tripas).

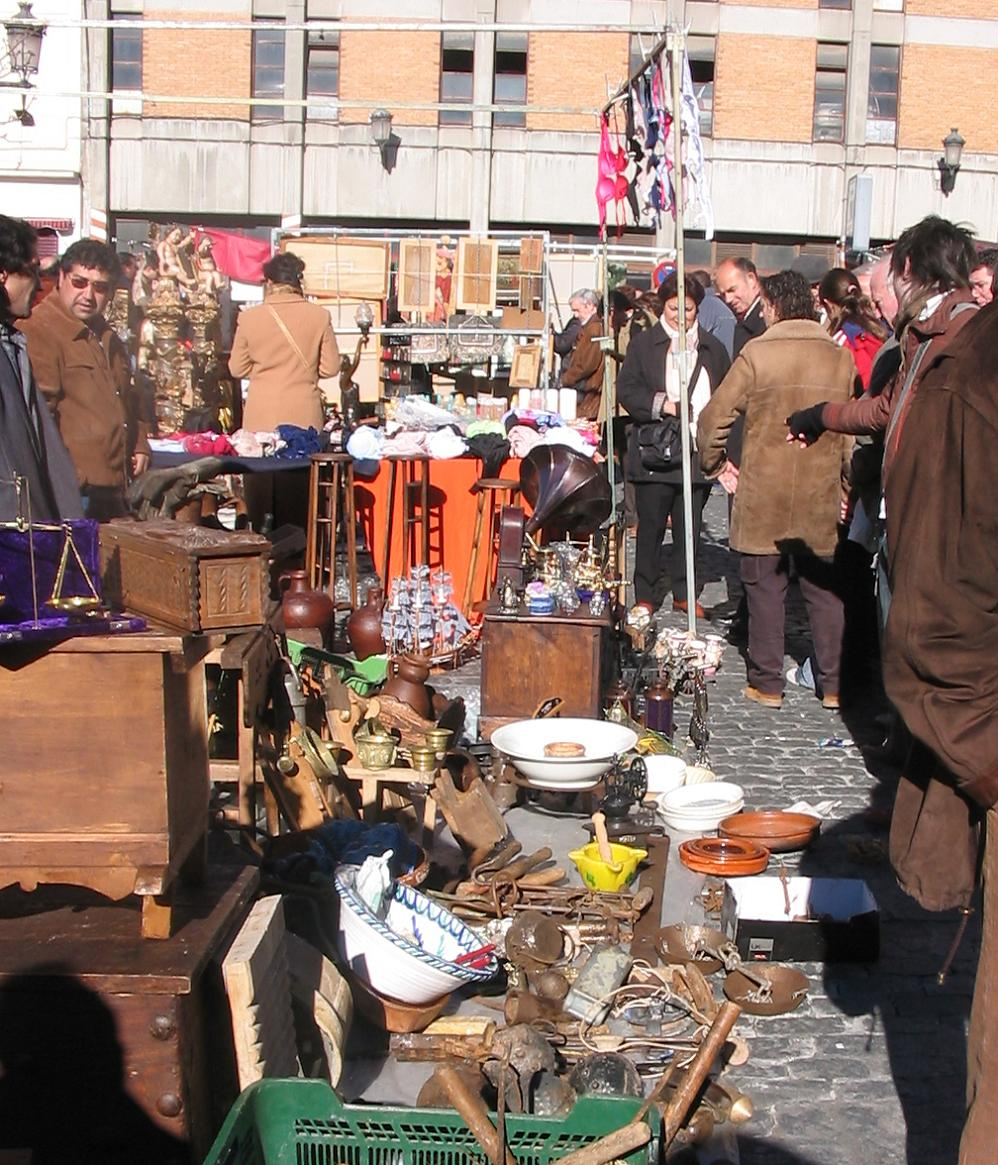
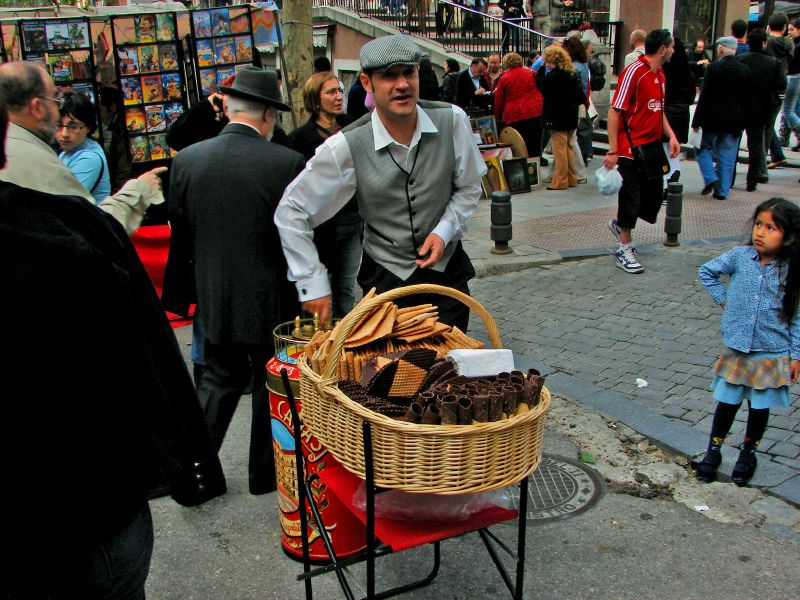
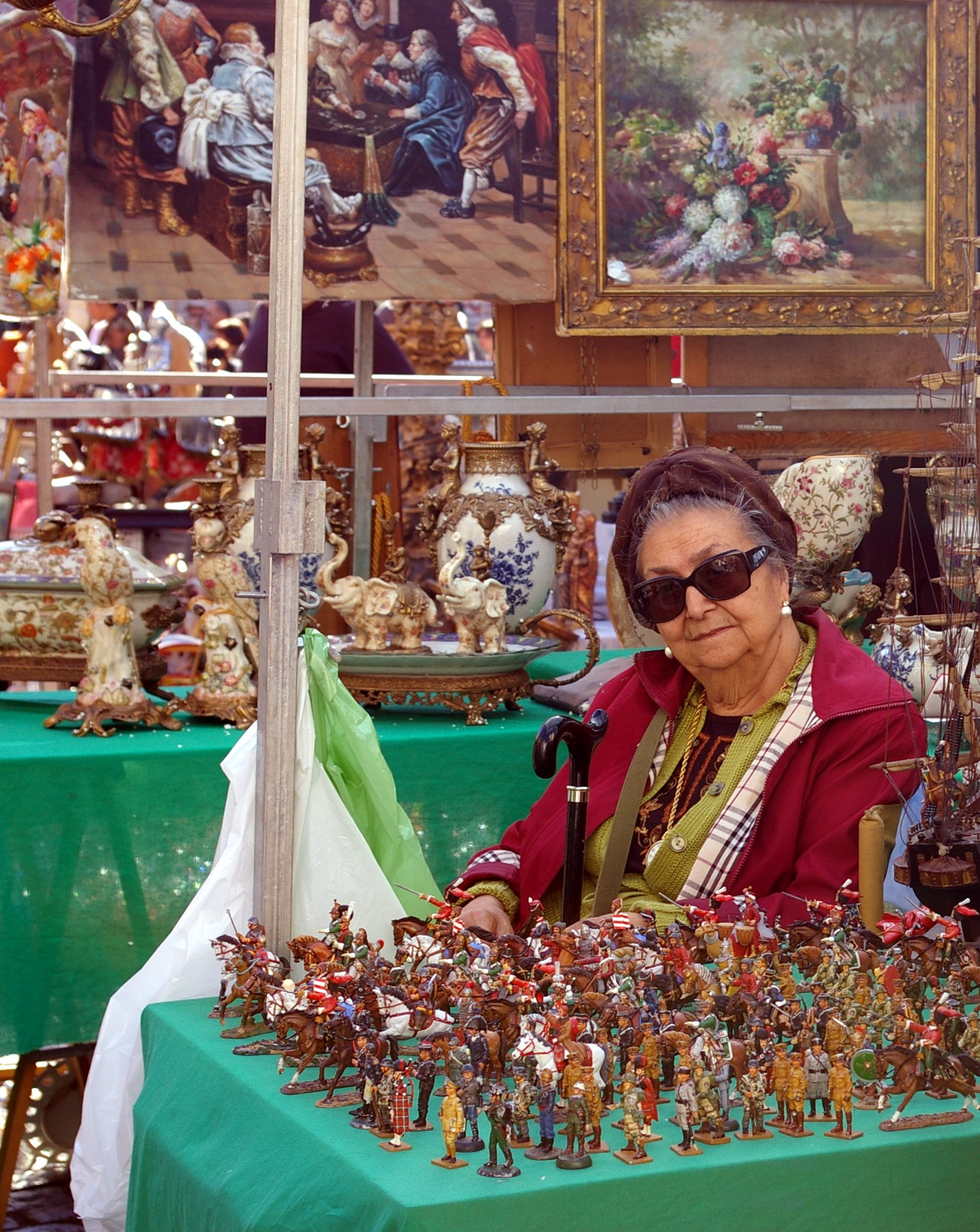
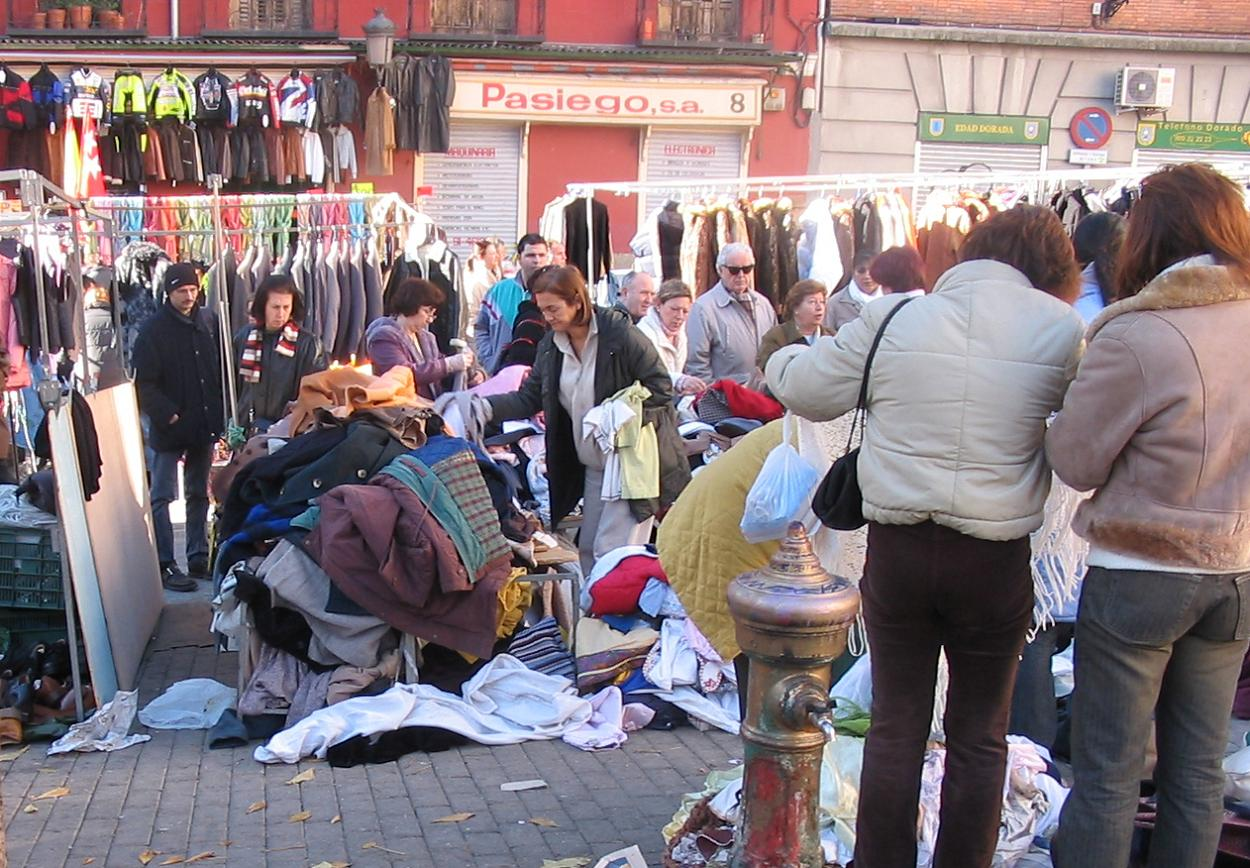
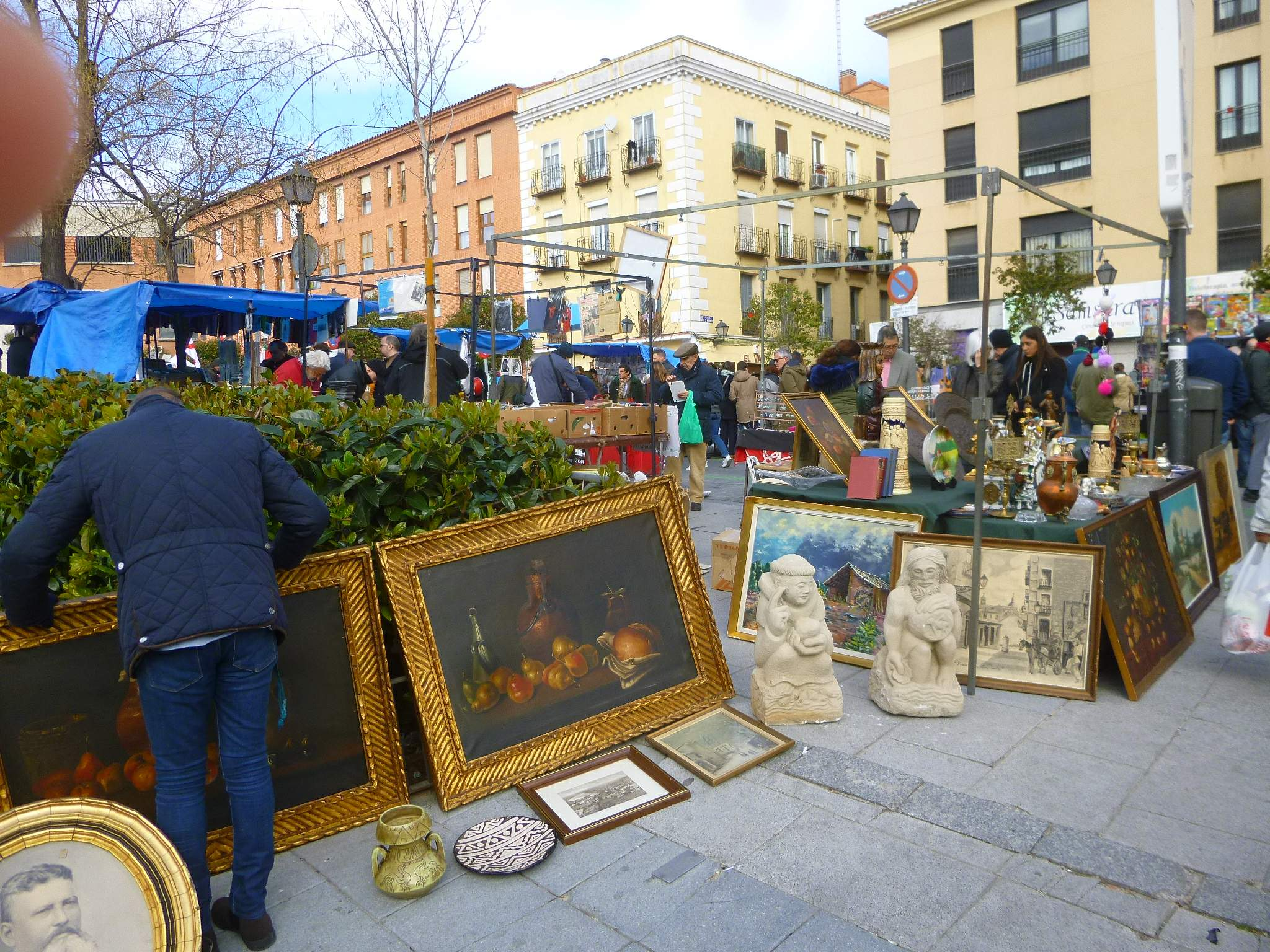

## O Rastro na cultura
A cultura popular e as artes concentraram-se em vários aspetos deste mercado madrileno. Na maioria dos casos procuraram dar uma imagem costumbrista ou um ar popular. São diversas as obras que de uma forma ou de outra incluem referências ao Rastro.

### Filmes
- Domingo de Carnaval (1945), de Edgar Neville tem una trama policial ambientada no Rastro de Madrid.
- Día tras día (1951), dirigida por José María Forqué, no qual há algumas cenas ambientadas no Rastro.
- Buenos días, condesita (1967), comédia musical dirigida por Luis César Amadori e protagonizada por Rocío Dúrcal y Gracita Morales; ambas têm uma banca no Rastro.
- Laberinto de pasiones (1982) de Pedro Almodóvar e primeiro filme de Antonio Banderas, ambientado no Rastro.
- El pico 2 (1984), de Eloy de la Iglesia, no qual há uma cena ambientada no Rastro.
- Bajarse al moro (1989), de Fernando Colomo, em parte ambientado em Lavapiés, tem uma cena cómica no Rastro.
- The Cold Light of Day (2012), de Mabrouk El Mechri, no qual há uma cena de ação ambientada no Rastro.

### Pintura
- Há muitos pintores que têm obras do mercado, como o expressionista madrileno José Gutiérrez-Solana (1886–1945)[34] ou o também madrileno Francisco San José (1919–1981).

### Literatura
Além dos costumbristas dos séculos XVIII e XIX já mencionados Ramón de la Cruz (1731–1794), Mesonero Romanos (1803–1882) e Fernández de los Ríos (1821–1880) cabe mencionar os seguintes autores:
- Ramón Gómez de la Serna, que na sua monografia intitulada “El Rastro”, publicada em 1914, consegue que objetos desafortunados e abandonados sejam salvos através da sua evocação lírica.[22]
- Andrés Carranque de Ríos (1902–1936), jornalista, ator e morador do bairro.
- Azorín menciona o Rastro no seu romance “La voluntad”, de 1902.
- Blasco Ibáñez, em cujo romance “La Horda”, de 1905, descreve o Rastro através dos dois protagonistas, Isidro Maltrana e Feliciana, la Feli,residentes no bairro.
- Benito Pérez Galdós menciona inúmeras vezes o bairro e os seus habitantes nas suas obras, tanto nos romances como na série “Episodios nacionales” (1872–1912).
- O modernista Pedro de Répide publicou em 1907 “Del Rastro a Maravillas”.
- Arturo Barea, que viveu parte da infância e juventude em Lavapiés, retratou o bairro e o seu mercado na sua trilogia autobiográfica “La forja de un rebelde”, escrita no exílio entre 1940 e 1946.[24]

### Música
- O cantor El Gran Kiki fez muito sucesso na década de 1940 com a sua canção dedicada ao Rastro.[35]
- O cantor Patxi Andión teve um dos seus maiores sucesso com a canção que tinha como refrão Una dos y tres / una dos y tres / lo que usted no quiera / para el Rastro es.[36]
- No início da sua carreira, o coplista El Fary vendia os seus próprios discos no Rastro uma das suas canções de sucesso foi "Sevillanas del Rastro".[37]
- Joaquín Sabina menciona o mercado nas suas canções "Con la testa marchita" (ia todos os domingos à tua barraca no Rastro comprar-te carrinhos de migas de pão, soldadinhos de lata)[38] e "Dieguitos y Mafaldas".[39]
- No início da sua carreira, a cantora Alaska frequentava e reunia gente no Rastro naquilo que começou por se chamar el roll e depois foi rebatizado e ficou conhecido como la Movida.
- A banda Hombres G mencionam o mercado na canção "Indiana" (vou ao Rastro trocar os cromos, da tua caderneta, da caderneta do Indiana Jones).[40]
- O cantor de flamenco Diego el Cigala, cantava nos bares do Rastro quando era criança.[41]

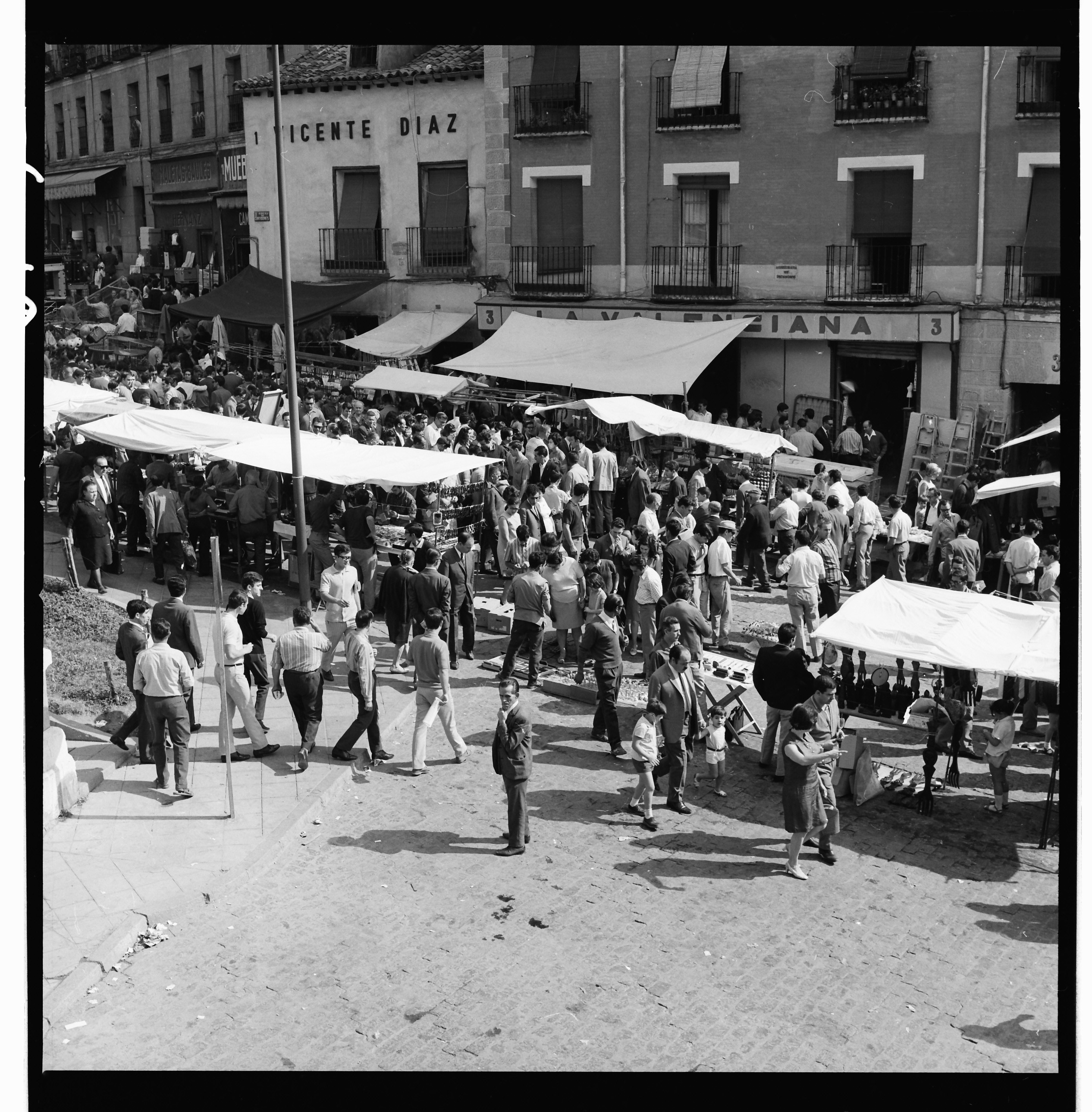
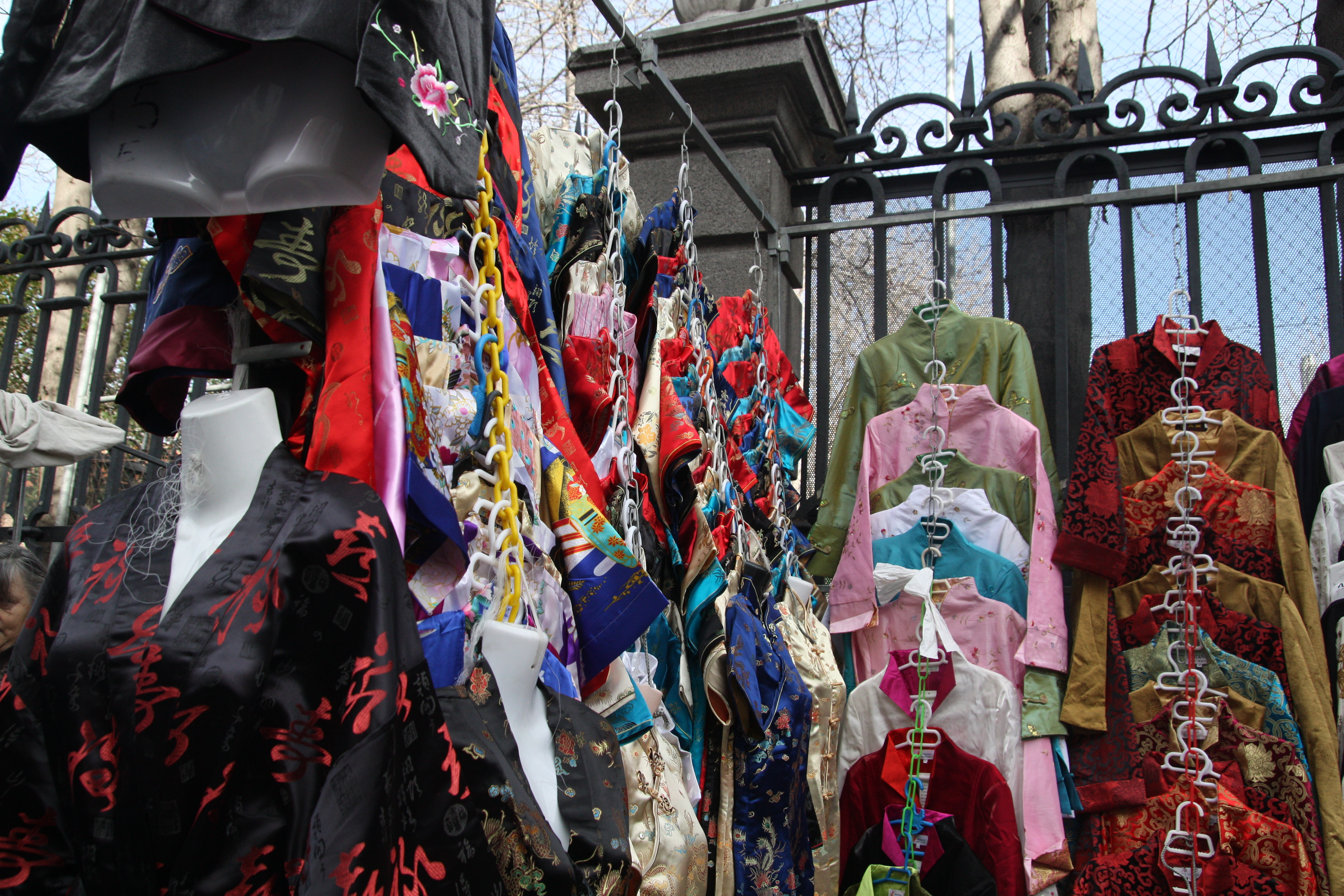
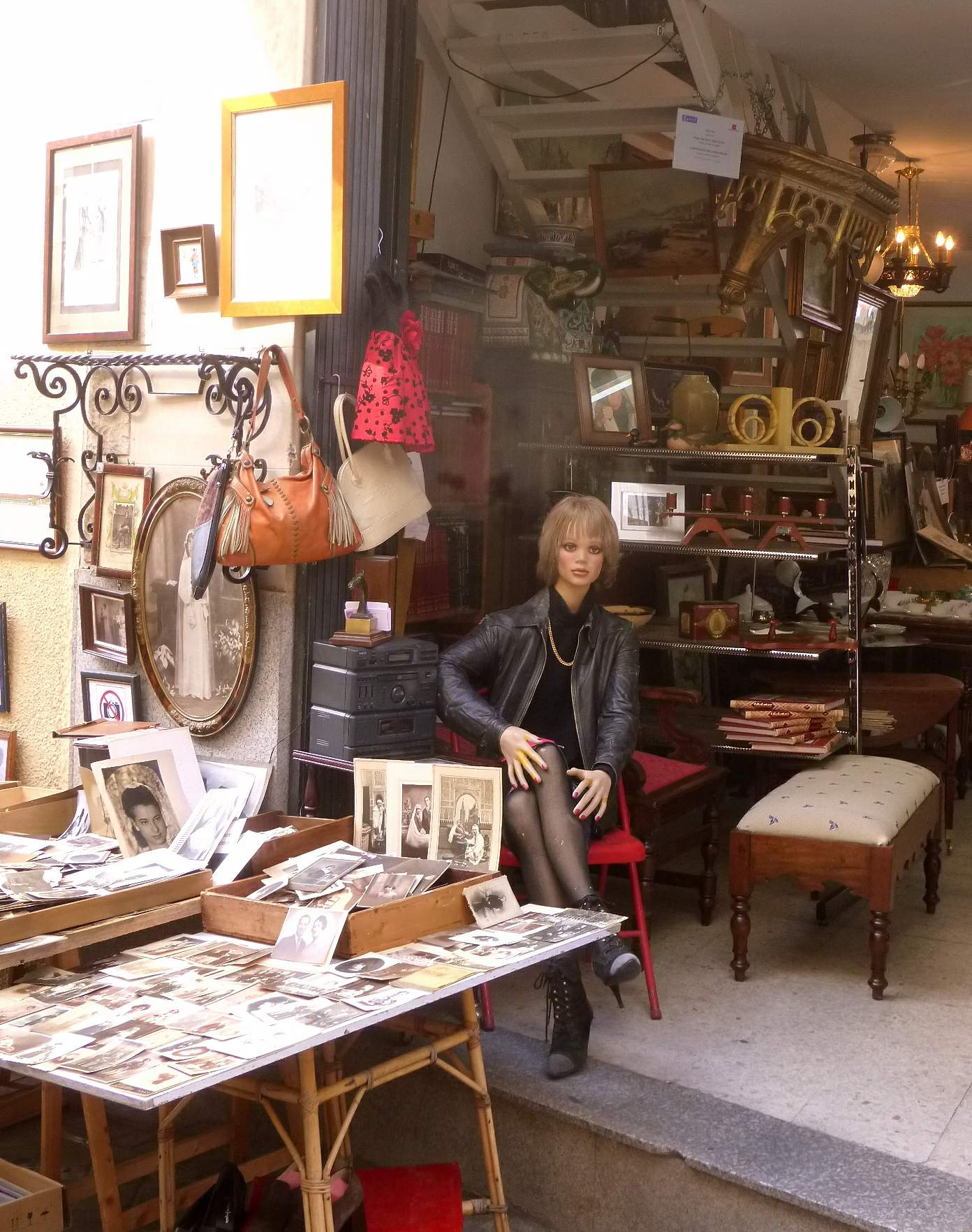
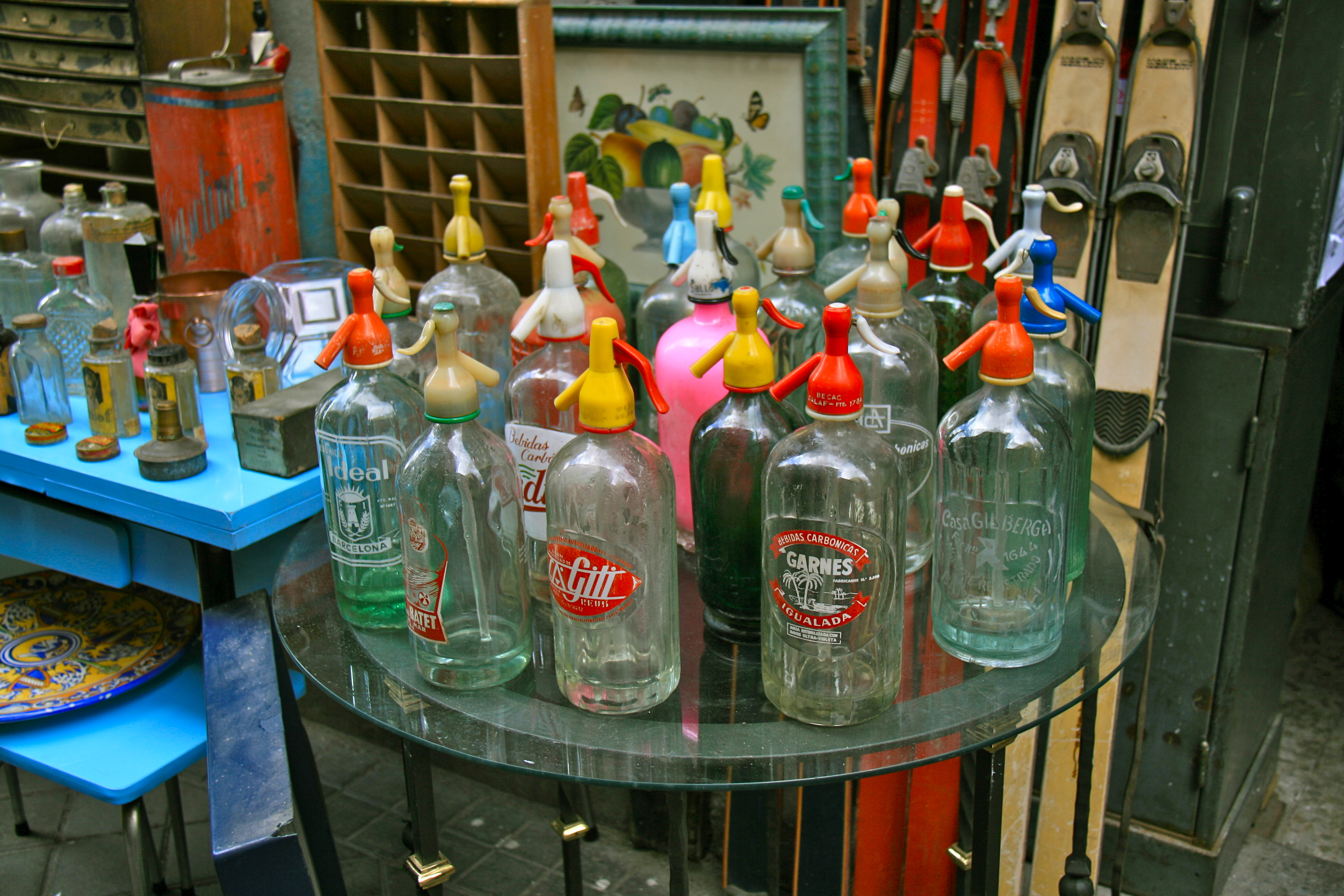
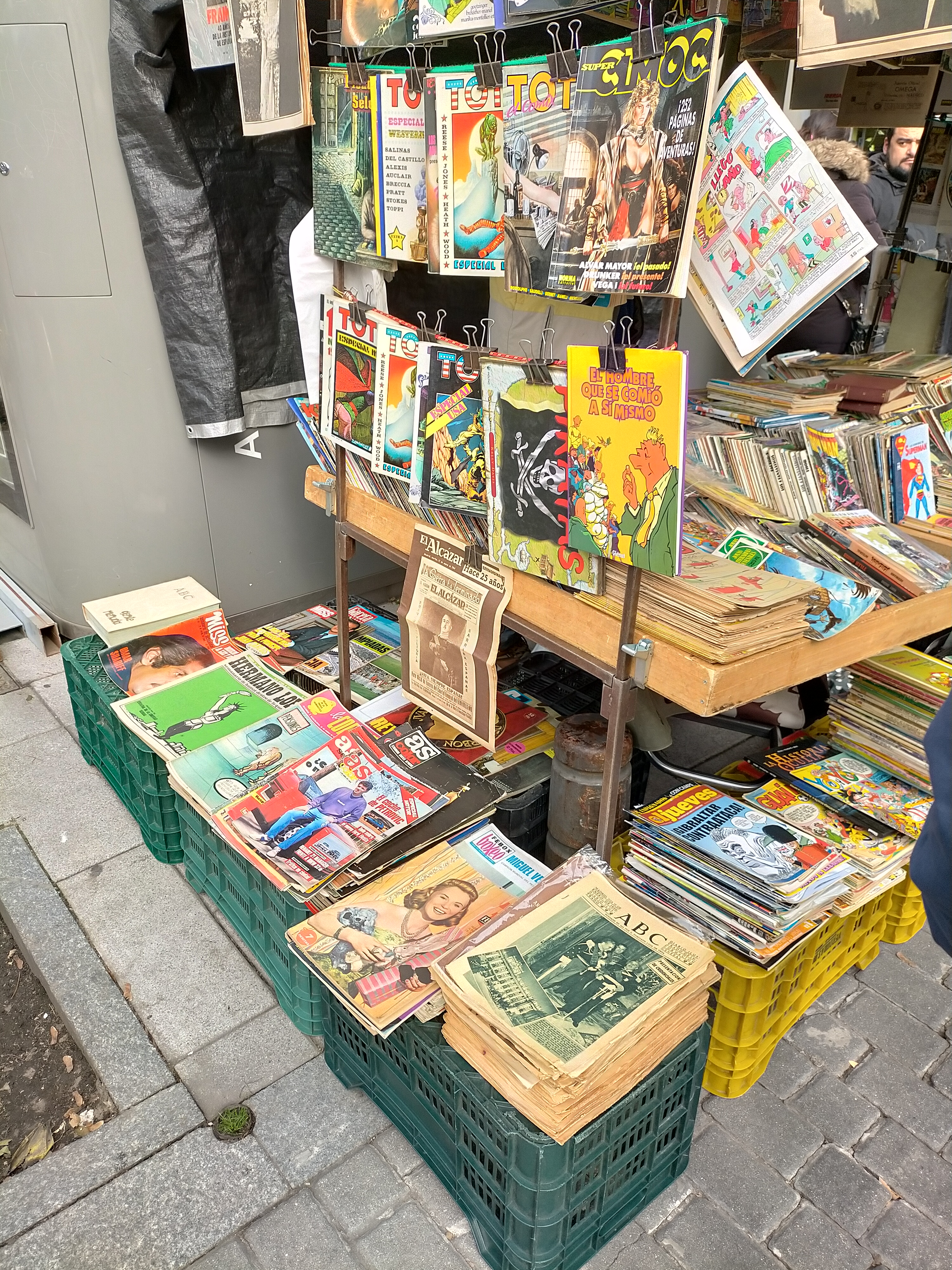